# Langston Walker
Langston Branden Walker (Oakland, 3 settembre 1979) è un giocatore di football americano statunitense che è attualmente free agent.

## Carriera universitaria
Giocò con i California Golden Bears squadra rappresentativa dell'università della California - Berkeley.

## Nella NFL

### Prima volta con gli Oakland Raiders
Al draft NFL 2002 venne selezionato dagli Oakland Raiders come 53a scelta e debuttò nella NFL l'8 settembre 2002 contro i Seattle Seahawks giocando come tackle di destra indossando la maglia numero 66. Nella sua ultima stagione giocò da titolare tutte le partite, chiuse con 66 presenze di cui 33 da titolare.

### Con i Buffalo Bills
Il 2 marzo 2007 firmò un contratto di 5 anni per un totale di 25 milioni di dollari di cui 10 garantiti Con i Buffalo Bills.
Giocò per due stagioni partendo sempre da titolare nelle sue 32 partite, con i Bills giocò con la maglia numero 68. Il 5 settembre 2009 venne svincolato dopo aver perso il suo posto da titolare.

### Seconda volta con gli Oakland Raiders
Firmò con i Raiders il 15 ottobre. Per la terza volta cambiò numero della maglietta, scelse la numero 70. Le uniche due partite giocate da titolare nella stagione 2009, Walker le giocò come guard di sinistra.
Nella stagione 2010 è diventato unrestricted free agent. Il 2 aprile ha rifirmato con i Raiders.

## Statistiche nella stagione regolare
Legenda: PG=Partite giocate PT=Partite da titolare.
| Stagione | Squadra         | PG | PT |
| -------- | --------------- | -- | -- |
| 2002     | Oakland Raiders | 12 | 2  |
| 2003     | Oakland Raiders | 16 | 8  |
| 2004     | Oakland Raiders | 16 | 1  |
| 2005     | Oakland Raiders | 6  | 6  |
| 2006     | Oakland Raiders | 16 | 16 |
| 2007     | Buffalo Bills   | 16 | 16 |
| 2008     | Buffalo Bills   | 16 | 16 |
| 2009     | Oakland Raiders | 7  | 2  |
| 2010     | Oakland Raiders | 8  | 8  |

- (EN)  La sua scheda su NFL.com.

## Vittorie e premi
Nessuno.